# Rafał Grzelak
Rafał Grzelak (ur. 24 czerwca 1982 w Łodzi) – polski piłkarz grający na pozycji lewego pomocnika, były reprezentant Polski.

## Życiorys
Grzelak jest wychowankiem łódzkiego Widzewa, w którym występował w zespołach młodzieżowych, a następnie przeszedł do Orła Łódź. Pierwszy kontakt z seniorską piłką zaliczył w kolejnym łódzkim klubie – ŁKS-ie. Zadebiutował w nim w Ekstraklasie 22 maja 1999 w spotkaniu z Wisłą Kraków (1:1). Pierwszą bramkę w najwyższej klasie rozgrywkowej zdobył 8 kwietnia 2000 w meczu z Pogonią Szczecin (4:3). W sezonie 2000/01 zagrał jeszcze w dwóch meczach w ŁKS-ie, a następnie przeszedł do Ruchu Chorzów.
W barwach Niebieskich Grzelak zadebiutował 5 listopada 2000 w meczu z Zagłębiem Lubin (2:0), a pierwszą bramkę dla Ruchu zdobył 14 kwietnia 2001 z Polonią Warszawa (2:1). Łącznie Grzelak rozegrał w Ruchu 26 spotkań i strzelił 3 bramki.
Pod koniec 2001 roku pomocnik przeszedł do niemieckiego MSV Duisburg. Zadebiutował w nim 23 listopada w meczu z VfL Bochum (0:1), a pierwszego gola zdobył w kolejnym meczu – z FSV Mainz (4:4). MSV zajął ostatecznie 11. miejsce w tabeli 2.Bundesligi.
Na kolejny sezon Grzelak powrócił do Polski, do Widzewa Łódź. Zadebiutował w nim 3 sierpnia 2002 z Odrą Wodzisław (0:0). Jedyną bramkę podczas występów w Widzewie strzelił w meczu 2002/03 z Polarem Wrocław (2:0).
Rundę wiosenną pomocnik spędził już w II-ligowej Piotrcovii. Zadebiutował w niej 15 marca 2003 z Arką Gdynia (0:4). Jedyne bramki dla zespołu z Piotrkowa Tryb. zdobył w meczu ze Stomilem Olsztyn (7:1).
Sezon 2003/04 Grzelak rozegrał już w barwach Lecha Poznań. Zadebiutował w nim 2 sierpnia w meczu Pucharu Polski z Karkonoszami Jelenia Góra (3:0). Pierwszą bramkę dla Kolejorza zdobył w kolejnym meczu PP z Polonią Warszawa (2:1). Sezon zakończył się udanie dla zespołu Grzelaka, który zdobył Puchar Polski po zwycięskim dwumeczu z Legią Warszawa(2:0, 0:1). Grzelak wystąpił tylko w rewanżowym spotkaniu.
Przez następne dwa lata Grzelak był zawodnikiem Pogoni Szczecin. Pierwszy mecz rozegrał tam w barwach 1 sierpnia 2004 z Legią (1:2), a pierwszą bramkę strzelił 23 października w meczu Pucharu Polski z Legią (3:0). W sezonie 2005/06 Grzelak zagrał z Pogonią w rozgrywkach Pucharu Intertoto. W I rundzie zespół ze Szczecina wyeliminował mołdawski Tiligul-Tiras Tyraspol (3:0, 6:2). W II rundzie Pogoń trafiła na czeską Sigmę Ołomuniec i odpadła z rozgrywek (0:1, 0:0).
1 lipca 2006 zawodnik został wypożyczony na jeden rok do klubu portugalskiej I ligi – Boavisty FC z Porto, w którego barwach występował razem ze swoim kolegą klubowym Przemysławem Kaźmierczakiem. W barwach Boavisty zadebiutował 26 sierpnia w meczu ze Sportingiem (2:3). Pierwsze bramki w Portugalii strzelił natomiast 10 grudnia w meczu z SC Beira-Mar (3:0). W pierwszym sezonie występów Grzelak zaliczył 28 meczów ligowych i strzelił 5 bramek, Boavista zajęła natomiast 9. miejsce w tabeli końcowej.
1 czerwca 2007 Boavista skorzystała z prawa pierwokupu i wykupiła Grzelaka z Pogoni za 350 tys. euro. Zagrał w niej jeszcze w 9 meczach.
4 stycznia 2008 Grzelak podpisał kontrakt z greckim I-ligowcem – Skodą Xanthi. Zadebiutował w nim 20 stycznia w meczu z Asteras Tripolis (0:0). Pierwsze dwie bramki zdobył natomiast 2 lutego w meczu z Atromitosem (3:2). Skoda zajęła ostatecznie 8. miejsce w tabeli końcowej w sezonie 2007/08, a rok później poprawiła się o jedną pozycję.
30 czerwca 2009 pomocnik został zawodnikiem rumuńskiej Steauy Bukareszt. Jego klubowym kolegą został inny Polak, Paweł Golański, który, jak przyznał sam Grzelak, przekonał go do podpisania kontraktu. W zespole ze stolicy zadebiutował 16 lipca w meczu II rundy kwalifikacyjnej Ligi Europejskiej z węgierskim Újpest FC (2:0). Łącznie zagrał w 12 meczach Steauy (6 ligowych i 6 w Lidze Europy) i zdobył 1 bramkę (w rewanżowym meczu z Újpest FC).
29 czerwca 2010 został wypożyczony do Widzewa Łódź, z którym związał się roczną umową z możliwością definitywnego transferu. W czerwcu 2011 klub poinformował, że nie przedłuży z piłkarzem z umowy wygasającej 30 czerwca 2011.
W dniu 31 sierpnia 2011 Grzelak podpisał roczny kontrakt ze swoim byłym klubem Ruchem Chorzów, jednak zagrał tylko w 4 meczach ligowych, po czym został odesłany do drużyny Młodej Ekstraklasy. W sezonie 2011/2012 z „niebieskimi” zdobył wicemistrzostwo Polski i grał w finale Pucharu Polski.

## Kariera piłkarska
Stan na 24 sierpnia 2016:
| Sezon       | Klub                  | Kraj       | Rozgrywki            | Mecze | Bramki |
| ----------- | --------------------- | ---------- | -------------------- | ----- | ------ |
| 1997/98     | Orzeł Łódź            | Polska     |                      | ?     | ?      |
| 1998/99     | Orzeł Łódź            | Polska     |                      | ?     | ?      |
| 1998/99 (w) | ŁKS Łódź              | Polska     | I liga               | 2     | 0      |
| 1999/00     | ŁKS Łódź              | Polska     | I liga               | 15    | 1      |
| 2000/01 (j) | ŁKS Łódź              | Polska     | I liga               | 0     | 0      |
| 2000/01     | Ruch Chorzów          | Polska     | I liga               | 12    | 2      |
| 2001/02 (j) | Ruch Chorzów          | Polska     | I liga               | 12    | 1      |
| 2001/02 (w) | MSV Duisburg          | Niemcy     | 2.Bundesliga         | 15    | 4      |
| 2002/03 (j) | Widzew Łódź           | Polska     | I liga               | 14    | 0      |
| 2002/03 (w) | Piotrcovia            | Polska     | II liga              | 13    | 2      |
| 2003/04     | Lech Poznań           | Polska     | I liga               | 26    | 0      |
| 2004/05     | Pogoń Szczecin        | Polska     | Idea Ekstraklasa     | 21    | 3      |
| 2005/06     | Pogoń Szczecin        | Polska     | Orange Ekstraklasa   | 24    | 1      |
| 2006/07     | Boavista FC           | Portugalia | BwinLiga             | 28    | 5      |
| 2007/08 (j) | Boavista FC           | Portugalia | BwinLiga             | 9     | 1      |
| 2007/08 (w) | Skoda Xanthi          | Grecja     | Super League Ellada  | 13    | 5      |
| 2008/09     | Skoda Xanthi          | Grecja     | Super League Ellada  | 27    | 2      |
| 2009/10     | Steaua Bukareszt      | Rumunia    | Liga I               | 6     | 0      |
| 2010/11     | Widzew Łódź           | Polska     | Ekstraklasa          | 7     | 0      |
| 2011/12     | Ruch Chorzów          | Polska     | T-Mobile Ekstraklasa | 4     | 0      |
| 2012/13     | Arka Gdynia           | Polska     | I liga               | 12    | 0      |
| 2013/14     | Flota Świnoujście     | Polska     | I liga               | 33    | 1      |
| 2014/15 (j) | Flota Świnoujście     | Polska     | I liga               | 19    | 2      |
| 2014/15 (w) | Chojniczanka Chojnice | Polska     | I liga               | 13    | 2      |
| 2015/16     | Chojniczanka Chojnice | Polska     | I liga               | 25    | 2      |
| 2016/17     | Chojniczanka Chojnice | Polska     | I liga               | 28    | 4      |
| 2017/18     | Chojniczanka Chojnice | Polska     | I liga               | 23    | 1      |
| 2018/19     | KP Starogard Gdański  | Polska     | III liga             | 6     | 0      |

## Kariera reprezentacyjna
Zawodnik ma za sobą występy w młodzieżowych reprezentacjach Polski. W 1999 wywalczył z kadrą U-16 wicemistrzostwo Europy, a w 2001 roku z kadrą U-18 mistrzostwo Europy. W seniorskiej reprezentacji Polski rozegrał do tej pory 2 mecze. Zadebiutował 7 października 2006 roku w wygranym 1:0 spotkaniu z Kazachstanem rozegranym w ramach eliminacji do Mistrzostw Europy 2008. Zawodnik wszedł na boisko pod koniec spotkania.
| lp. | Data                | Miejsce              | Przeciwnik | Rezultat | Rozgrywki       | Grał   | Uwagi | Raport |
| --- | ------------------- | -------------------- | ---------- | -------- | --------------- | ------ | ----- | ------ |
| 1.  | 7 października 2006 | Ałmaty               | Kazachstan | 1-0      | elim. Euro 2008 | od 86' |       | [ 33 ] |
| 2.  | 7 lutego 2007       | Jerez de la Frontera | Słowacja   | 2-2      | towarzyski      | do 45' |       | [ 34 ] |

## Osiągnięcia
- Wicemistrzostwo Europy U-16 (1999)
- Mistrzostwo Europy U-18 (2001)
- wicemistrzostwo Polski (2012)
- Puchar Polski z Lechem Poznań (2004)
- finalista Pucharu Polski (2012)